# Satelliti artificiali in orbita retrograda

## Introduzione
Un satellite si trova in orbita retrograda quando anziché girare con moto diretto, in sintonia con la rotazione della Terra, gira in senso opposto, ossia orario. 
Va ricordato, infatti, che il moto definito diretto è quello antiorario, nel quale avviene la rotazione della Terra, così come viene visto da un osservatore che dall'alto guarda il Polo Nord terrestre.
I satelliti artificiali sono raramente posti su orbite retrograde. Uno dei motivi che giustificano tale affermazione è legato allo sforzo supplementare che il satellite è chiamato a sostenere per andare contro la rotazione antioraria della Terra. Infatti, qualunque corpo poggiato sulla Terra ha una velocità di rotazione antioraria uguale a quella del suolo terrestre: il satellite che voglia orbitare in senso orario, oltre a dover sostenere lo sforzo per la messa in orbita, dovrà sostenere un extra sforzo per invertire il senso di marcia visto che quando si stacca dal suolo ha una componente di velocità antioraria. È come se un'automobile stesse procedendo a marcia indietro e fosse chiamata ad andare improvvisamente in avanti: dovrà, in prima battuta, vincere la componente di moto che la sta facendo andare in direzione opposta a quella che ha intenzione di intraprendere. I normali satelliti, per contro, partono già a marcia in avanti, agevolati quindi dal fatto che usufruiscono della spinta antioraria nel momento del distacco dal suolo.

## Esempi
Israele ha lanciato con successo 5 satelliti in orbita retrograda con razzi Shavit. Il motivo per cui sono stati lanciati con la consapevolezza dell'aggravio dell'orbita retrograda è da ricercarsi nella scelta di far cadere i detriti sul Mar Mediterraneo piuttosto che sui paesi arabi confinanti.

## Rischi dell'orbita retrograda
Arthur C. Clarke scrisse nel 1982 un articolo chiamato "War and Peace in the Space Age," ossia "Guerra e pace nell'era spaziale", in cui affermava che era fin troppo facile adottare contromisure nei riguardi di un oggetto ostile in orbita intorno alla Terra. Bastava lanciare un satellite artificiale in orbita retrograda con una testata di guerra molto economica: un semplice secchio pieno di chiodi da rilasciare sulla stessa orbita dell'oggetto ostile. Questa ipotesi fu aspramente criticata sulla base della vastità dello spazio e della bassa probabilità di impatto. 
Va comunque detto che un satellite in orbita retrograda costituisce un pericolo per gli altri satelliti, specialmente se ubicati nella Fascia di Clarke, dove orbitano i satelliti geostazionari. Questo rischio mette in evidenza come sia fondamentale la cooperazione internazionale per impedire collisioni spaziali.